# یواس‌اس کولگوا (ای‌اف-۳)
یواس‌اس کولگوا (ای‌اف-۳) (به انگلیسی: USS Culgoa (AF-3)) یک کشتی بود که طول آن ۳۴۶ فوت ۳ اینچ (۱۰۵٫۵۴ متر) بود. این کشتی در سال ۱۸۸۹ ساخته شد.